# Кущинский кантон
Кущинский кантон (баш. Ҡошсо кантоны) — административно-территориальная единица изначально в составе Башкурдистана, а затем в составе Башкирской Автономной Советской Социалистической Республики. Была образована во время оккупации белыми территории республики, как кантон в составе Башкурдистана, затем — 20 марта 1919 года после подписания «Соглашения центральной Советской власти с Башкирским Правительством о Советской Автономной Башкирии». Административный центр — д. Белянка. 15 сентября 1919 года Дуванский и Кущинский кантоны были объединены в Дуван-Кущинский кантон.

## Географическое положение
Кущинский кантон на северо-западе, севере и востоке граничил с Красноуфимским уездом, на юге — Дуванским кантоном, на юге-западе и западе — Кудейским кантоном и Златоустовским уездом, а на востоке — Златоустовским уездом.

## История
2) Кущинский и Дуванский кантоны впредь до особого распоряжения объединить, создав в Кущинско-Дуванском кантоне ревком из 5 лиц.

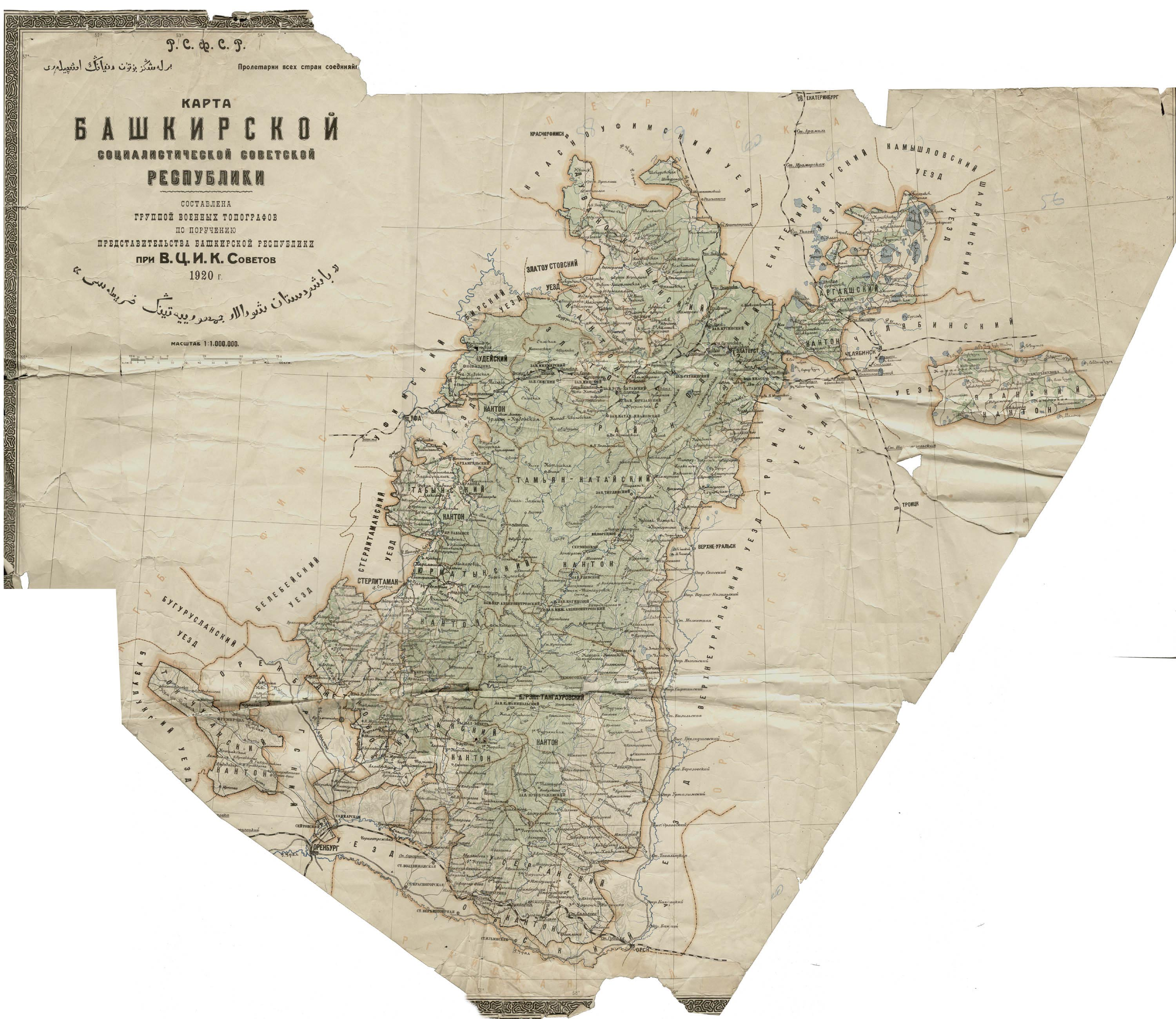
Карта Башкирской АССР в 1920 году

В декабре 1917 года III Всебашкирский Учредительный курултай принял положение «Об автономном управлении Башкурдистана», согласно которой автономия создавалась в границах Малой Башкирии, а на её территории вместо уездов создавалось 9 кантонов — Бурзян-Тангауровский, Джитировский, Барын-Табынский, Ичкин-Катайский, Кипчакский, Куваканский, Тамьян-Катайский, Ток-Чуранский, Усерганский, которые делились на 75 волостей. Кущинского кантона среди них не было.
Во время оккупации территории республики белыми, автономия состояла из 13 кантонов: Аргаяшский, Бурзян-Тангауровский, Джитировский, Дуванский, Кипчакский, Кудейский, Табынский, Кущинский, Тамьян-Катайский, Ток-Чуранский, Усерганский, Юрматынский и Яланский. Кущинский кантон в свою очередь состоял из следующих волостей: 1) Белянкинская, 2) Шакуровекая, 3) Тляшевская, 4) Больше-Окинская, 5) Ново-Златоустовская, 6) Сажинская, 7) Ажегуловская, 8) Манчарская, 9) Ювинская, 10) Больше-Кущинская. Административным центром стало село Большая Ока.
По «Соглашению центральной Советской власти с Башкирским правительством о советской автономии Башкирии» от 20 марта 1919 года была создана Башкирская АССР, а её территория состояла из 13 кантонов, в числе которых был и Кущинский кантон, в составе волостей: 1) Больше-Окинской, 2) Азигуловская, 3) Белянкинская, 4) Шакуровская, 5) Тляшевская, 6) Ювинская, 7) Больше-Кущинская, 8) Екатерининская, 9) Усть-Икинская, 10) Старо-Белокатайская и д. Юлай Ново-Златоустовская, дд. Верхний Баяк и Средний Баяк Манчажской волости, д. Яман-Зилга и Средний Бугалыш Сажинской волости, а административным центром стала деревня Белянка.
15 сентября 1919 года на заседании членов Военно-революционного комитета Башкирской АССР Дуванский и Кущинский кантоны были объединены в Дуван-Кущинский кантон.